# Rhamphospora
Rhamphospora är ett släkte av svampar. Rhamphospora ingår i familjen Rhamphosporaceae, ordningen Doassansiales, klassen Exobasidiomycetes, divisionen basidiesvampar och riket svampar.
| Rhamphospora | \| \| Rhamphospora nymphaeae \| \| \| \| |
|              | \| \| Rhamphospora nymphaeae \| \| \| \| |
|              | Rhamphospora nymphaeae                   |
|              |                                          |

|  | Rhamphospora nymphaeae |
|  |                        |